# Ельцовский район
Ельцо́вский райо́н — административно-территориальное образование (сельский район) и муниципальное образование (муниципальный район) в Алтайском крае России.
Административный центр — село Ельцовка, расположенное в 313 км от Барнаула.

## География
Район расположен в восточной части края на границе с Кемеровской областью в предгорьях Салаирского кряжа. Рельеф — предгорный. Разведаны мрамор, известняк, кирпично-черепичная глина. Климат континентальный. Средняя температура января −17 °C, июля +18,4 °C. Годовое количество атмосферных осадков — 496 мм.
По территории района протекают реки Чумыш, Ельцовка, Маховка, Бобровка, Шалап, Неня. Почвы — чернозёмы, серые лесные. Растут сосна, берёза, пихта, черёмуха, акация, калина. Обитают медведь, лось, заяц, лисица, волк, белка, бобр, ондатра.

## История
Образован в 1924 году. 15 января 1944 года 6 сельсоветов Ельцовского района были переданы в новый Яминский район. 1 февраля 1963 года упразднён. 30 декабря 1966 года восстановлен.

## Население
| 1959   | 1996  | 1997  | 1998  | 1999  | 2000  | 2001  |
| ------ | ----- | ----- | ----- | ----- | ----- | ----- |
| 13 503 | ↘9100 | ↘9000 | ↘8900 | ↘8700 | ↘8600 | ↘8400 |
| 2002   | 2003  | 2004  | 2005  | 2006  | 2007  | 2008  |
| ↘8000  | ↘7894 | ↘7819 | ↘7631 | ↘7482 | ↘7346 | ↘7232 |
| 2009   | 2010  | 2011  | 2012  | 2013  | 2014  | 2015  |
| ↘7068  | ↘6339 | ↘6295 | ↘6159 | ↘6155 | ↘6107 | ↘6101 |
| 2016   | 2017  | 2018  | 2019  | 2020  | 2021  |       |
| ↘6070  | ↗6113 | ↗6123 | ↘6049 | ↘5950 | ↘4944 |       |

### Национальный состав[18]
| национальность | мужчины | женщины | всего | %    |
| -------------- | ------- | ------- | ----- | ---- |
| русские        | 3 594   | 3 911   | 7 505 | 94,7 |
| немцы          | 93      | 101     | 194   | 2,4  |
| украинцы       | 28      | 38      | 66    | 0,8  |
| татары         | 8       | 13      | 21    | 0,26 |
| армяне         | 14      | 6       | 20    | 0,25 |
| белорусы       | 6       | 7       | 13    | 0,16 |
| чуваши         | 6       | 7       | 13    | 0,16 |
| таджики        | 6       | 6       | 12    | 0,15 |

## Административно-муниципальное устройство
Ельцовский район с точки зрения административно-территориального устройства края включает 6 административно-территориальных образований — 6 сельсоветов.
Ельцовский муниципальный район в рамках муниципального устройства включает 6 муниципальных образований со статусом сельских поселений:
| № | Сельское поселение       | Административный центр | Количество населённых пунктов | Население (чел.) | Площадь (км²) |
| - | ------------------------ | ---------------------- | ----------------------------- | ---------------- | ------------- |
| 1 | Верх-Ненинский сельсовет | село Верх-Неня         | 2                             | ↗163             | 372,34        |
| 2 | Ельцовский сельсовет     | село Ельцовка          | 1                             | ↘2871            | 196,27        |
| 3 | Мартыновский сельсовет   | село Мартыново         | 3                             | ↘1296            | 236,15        |
| 4 | Новокаменский сельсовет  | село Новокаменка       | 1                             | ↘328             | 268,17        |
| 5 | Пуштулимский сельсовет   | село Пуштулим          | 9                             | ↘949             | 963,37        |
| 6 | Черемшанский сельсовет   | село Черемшанка        | 1                             | ↗317             | 128,88        |

### Населённые пункты
В Ельцовском районе 17 населённых пунктов:

| Ельцовка    | ↘2871 |
| Мартыново   | ↗1252 |
| Пуштулим    | ↘705  |
| Новокаменка | ↘328  |
| Черемшанка  | ↗317  |
| Верх-Неня   | ↘226  |

| Последниково | ↘128 |
| Брагино      | ↘86  |
| Чистая Грива | ↗57  |
| Калтык       | ↗41  |
| Бахта        | ↗30  |
| Кедровка     | →26  |

| Аксёново | ↗24 |
| Троицк   | ↗22 |
| Анамас   | ↗9  |
| Вятск    | →2  |
| Казанск  | →2  |

### Упразднённые населённые пункты
Бедреп, Садовск — упразднены в 2009 году (Закон Алтайского края от 24.12.2009 N 106-ЗС «Об упразднении поселка Садовск Верх-Ненинского сельсовета и села Бедреп Новокаменского сельсовета Ельцовского района Алтайского края и внесении изменений в отдельные законы Алтайского края»).

## Экономика
Основное направление экономики — сельское хозяйство: производство мяса, молока, развито пчеловодство. На территории района находятся перерабатывающие, строительные, ремонтно-технические, бытовые предприятия, лесхоз, Пуштумилский мраморный карьер. Автомобильные трассы связывают район с Бийском, Барнаулом, Кемеровской областью. В целом экономическая ситуация в районе неблагоприятная. Большинство предприятий работают на грани рентабельности и не создают достаточного количества рабочих мест. Бюджет района дотационный.